# Guernella antarctica
Guernella antarctica is een eenoogkreeftjessoort uit de familie van de Centropagidae. De wetenschappelijke naam van de soort is voor het eerst geldig gepubliceerd in 1895 door Thomson G.M..